# Pierre Fauvel
Pour les articles homonymes, voir Fauvel.
Pierre Fauvel (1830-1895) est un médecin français, spécialiste du larynx.

## Biographie
Pierre Charles Henri Fauvel est le fils de Jean Baptiste Fauvel, docteur en médecine, et de Eugénie Soyez. Il a pour frère le peintre Hippolyte Fauvel.
Au début des années 1860, il est un des premiers médecins à utiliser la cocaïne pour ses propriétés anesthésiques, et met au point avec Angelo Marianii un « vin de coca ».
En 1876, il est nommé chevalier de la Légion d'honneur.
Il meurt le 17 décembre 1895 et est inhumé au cimetière du Père-Lachaise (90e division).

## Publications
- Du laryngoscope au point de vue pratique, thèse de médecine de Paris, 1861
- Traité pratique des maladies du larynx, précédé d’un traité complet de laryngoscopie, 1876